# Oscar Krook
Oscar Krook, född 14 april 1879 i Nedertorneå församling, Norrbottens län, död 9 april 1949 i Kungsholms församling, Stockholm, var en svensk präst och teolog. Han var bror till Dindi Svanberg.

## Biografi
Oscar Krook föddes 1879 i Haparanda. Han var son till tullförvaltaren Albert Krook, som avled redan 1888, och dennes hustru Hilda Taube. Efter mogenhetsexamen vid Malmö högre allmänna läroverk 1897 blev han student vid Uppsala universitet, där han 1910 avlade en teologie kandidatexamen. Krook var 1906–1907 lärare vid Lundsbergs skola. Han prästvigdes i Luleå 1910 men kom 1911 där han blev vikarierande adjunkt vid högre realläroverket på Östermalm. Han återkom senare som vikarie där 1917 och 1918, men tillträdde 1911 en tjänst som svensk sjömanspräst i Kristiania. Under tiden här grundade han en kyrkoförening som blev grunden till den Svenska Margaretaförsamlingen. 
År 1916 återvände Krook till Stockholm där han blev pastorsadjunkt i Maria Magdalena församling, en tjänst han innehade till 1918. År 1916 var han lärare vid Beskowska skolan, 1917–1919 lärare vid Stockholms samgymnasium och 1918–1926 var han pastorsadjunkt vid Sofia församling. Krook tjänstgjorde 1919-1920 som vikarierande lektor vid folkskollärarinneseminariet 1919–1920, vid kommunala mellanskolan 1919–1927 och vid Anna Sandströms högre lärarinneseminarium 1920–1928. Han var ledamot av Stockholms kyrkliga ungdomsråd 1922–1930 och medarbetare i Svenska Dagbladet från 1924. Krook var komminister i Sofia församling 1925–1927, ständig adjunkt i Nikolai församling 1927–1931, och blev 1932 teologie licentiat vid Lunds universitet. Krook var somrarna 1928–1937 förordnad som vice pastor i Nikolai församling, där han var komminister 1932–1937, blev 1937 kyrkoherde i Kungsholms församling och teologie doktor vid Lunds universitet samma år då han disputerade på avhandlingen Uppenbarelsebegreppet: Studier i uppenbarelsebegreppets problematik i evangelisk-luthersk teologi med särskild hänsyn till brytningarna i Sverige omkring senaste sekelskifte, till Luthers reformatoriska genombrott och till begreppets bearbetning i E. Billings teologi. 
Han var från 1938 inspektor vid Kungsholmens högre allmänna läroverk, ledamot av kommittén för förslag till revision av den svenska evangelieboken 1939–1941 och preses vid prästmötet 1945.

### Familj
Krook gifte sig 5 december 1927 i Högalids församling med Signe Maria Wretholm (1879–). Hon var änka efter hovmästaren och källarmästaren Gustaf Leonard Olsson.